# Las Yeguas del Apocalipsis
Las Yeguas del Apocalipsis fue un dúo artístico chileno conformado por Pedro Lemebel y Francisco Casas Silva, activo entre 1987 y 1993 y que se caracterizó por la realización de performances para generar visibilidad respecto de la diversidad sexual en Chile.

## Historia
En 1987, Pedro Lemebel junto con Francisco Casas Silva, poeta, artista y por entonces estudiante de literatura, fundaron el dúo artístico Las Yeguas del Apocalipsis, cuyo nombre alude a los Jinetes del Apocalipsis del Nuevo Testamento. Este dúo de corte performático se caracterizó por sabotear lanzamientos de libros y exposiciones de arte, apareciéndose de manera sorpresiva y provocadora, instalándose en el país como un fenómeno de la contracultura.

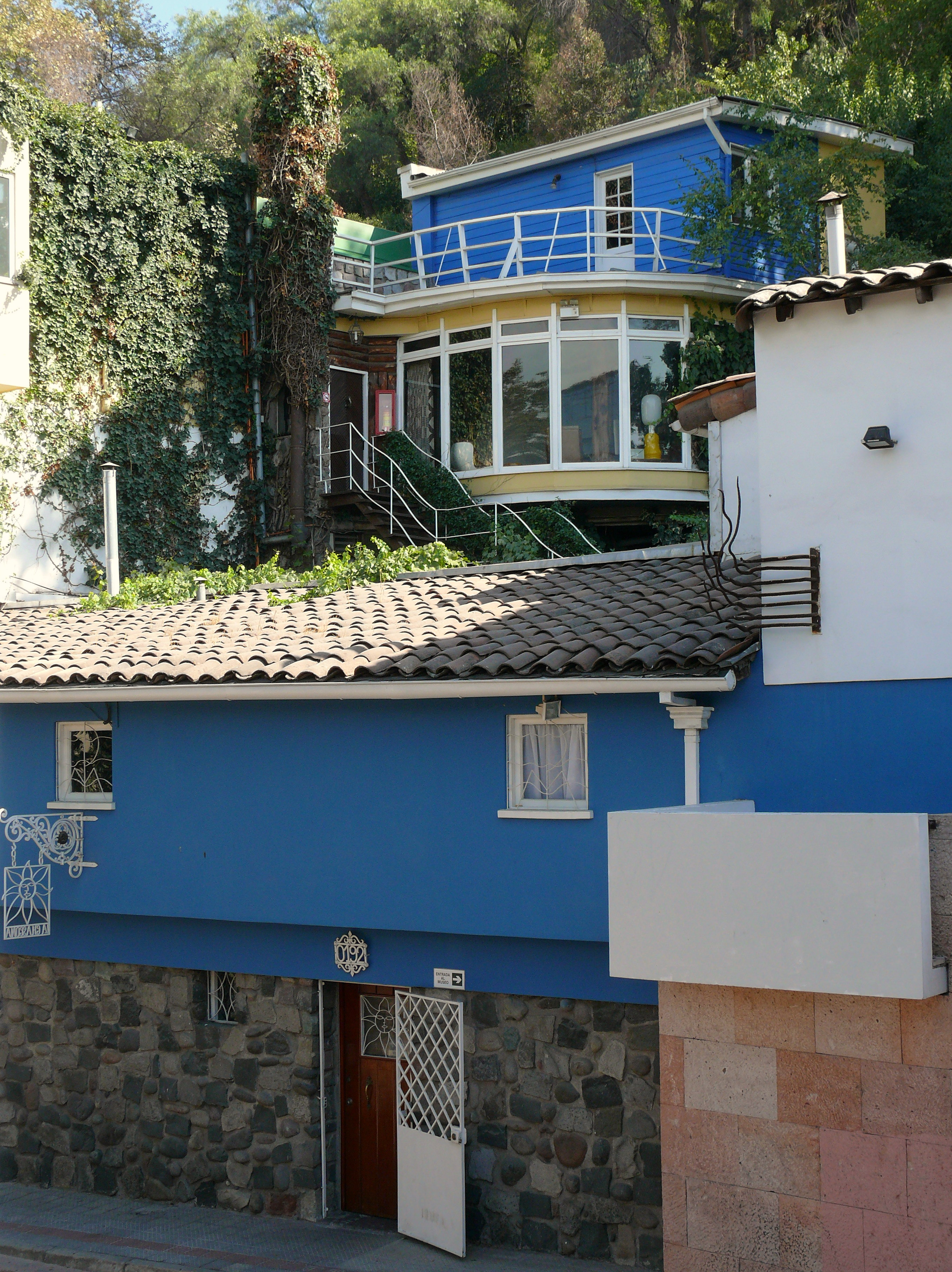
La primera intervención que se tiene registro de Las Yeguas del Apocalipsis se llevó a cabo en La Chascona, antigua residencia de Pablo Neruda.

La primera intervención de Las Yeguas del Apocalipsis fue en 1987, cuando aparecieron en la Feria Internacional del Libro de Santiago vestidas como voluntarias de CEMA Chile (fundación que dirigía Lucía Hiriart, esposa de Augusto Pinochet), repartiendo panfletos sobre el sida, acción de la cual no hay registro. La primera intervención registrada fue la tarde del sábado 22 de octubre de 1988, durante la segunda entrega del Premio Pablo Neruda, al poeta Raúl Zurita en La Chascona. En medio de la ceremonia, Lemebel y Casas aparecieron ofreciendo a Zurita una corona de espinas, que no fue aceptada por el poeta. Al año siguiente, realizaron la performance Lo que el sida se llevó en el Instituto Chileno Francés, donde mostraron fotografías realizadas por Mario Vivado en las cuales se escenificaban a sí mismos como personajes clásicos del glamour hollywoodense, utilizando ropas de amigos travestis admiradores de esa estética y que habían muerto de sida. El 1 de mayo de 1989 es publicada en la revista Cauce una de las primeras entrevistas realizadas al dúo.
El 21 de agosto de 1989 aparecieron con su acción De qué se ríe, presidente en el Teatro Cariola durante un encuentro de intelectuales con el candidato presidencial Patricio Aylwin, que al año siguiente saldría elegido el primer presidente de Chile luego de la restauración de la democracia y el término de la dictadura militar. En dicha ocasión, pese a no haber sido invitados, subieron al escenario con tacones y plumas, alzando un lienzo que decía «Homosexuales por el cambio». Bajando del escenario, además, Francisco Casas se precipitó sobre el entonces candidato a senador y futuro presidente de Chile Ricardo Lagos, dándole un beso en la boca. Una fotografía de dicho evento se incluyó años después en su libro Háblame de amores (2012).
Entre 1987 y 1993, Las Yeguas del Apocalipsis realizaron por lo menos quince intervenciones públicas, y en total no más de veinte. La mayoría fueron en Santiago de Chile pero también las hubo en Concepción, donde despellejaron sus cuerpos enterrándose en cal, así como en Talca y La Habana, Cuba, donde se presentaron en la Casa de las Américas. Otras de sus acciones de arte fueron bailar cueca sobre vidrios, interpretar ambos a Frida Kahlo, o cabalgar desnudos como Lady Godiva sobre un caballo blanco por el campus Juan Gómez Millas de la Universidad de Chile, en alusión a la fundación de Santiago por Pedro de Valdivia. Salvo algunas fotografías de Pedro Marinello y algunos videos, existen pocos registros sobre estas apariciones.
En cuanto a su rol como activistas de la diversidad sexual, Las Yeguas del Apocalipsis participaron del primer Congreso Homosexual Chileno que se realizó en la ciudad de Coronel el 1 y 2 de noviembre de 1991, donde participan integrantes del Movimiento de Liberación Homosexual (Movilh), la Colectiva Lésbica Ayuquelén y el Colectivo LEA. La agrupación formó parte del encuentro denominado Reflexión Lésbico-Homosexual de América del Sur, realizado del 24 al 28 de noviembre de 1992 en la localidad chilena de Nos (San Bernardo) y que fue la primera reunión de agrupaciones LGBT de Sudamérica.
Posterior a la finalización de sus actividades como dúo en 1993, Lemebel y Casas se volverían a reunir en ocasiones posteriores para realizar acciones performáticas, como por ejemplo la realizada en 1997 durante la VI Bienal de La Habana, con una performance consistente en una exposición visual y la reproducción en audio del manifiesto «Hablo por mi diferencia» mientras de fondo sonaba el himno de la Internacional Socialista.